# 水牛山 (香港)
水牛山（英語：Buffalo Hill）是香港一座海拔606米的山峰，位於新界沙田區東部，小瀝源以東，以及西貢區的西部，西面為黃牛山。水牛山在馬鞍山郊野公園範圍之內，麥理浩徑第四段途經其南面山腰。